# Over Your Cities Grass Will Grow
Over Your Cities Grass Will Grow ist ein Dokumentarfilm von Sophie Fiennes aus dem Jahr 2010 über den deutschen Künstler Anselm Kiefer. Der Film ist kein biographischer Film, sondern eine Dokumentation über das „Gesamtkunstwerk“, das Kiefer seit 1993 auf dem ca. 35 Hektar großen Gelände der ehemaligen Seidenfabrik La Ribaute in Barjac, Südfrankreich, geschaffen hat. Ab 2008 verlegte Kiefer sein Atelier und einen Teil der Installationen aus La Ribaute in eine ehemalige Lagerhalle eines Kaufhauses im Pariser Vorort Croissy-Beaubourg. Sophie Fiennes dokumentiert also den Zustand des Werks, bevor Kiefer Barjac endgültig verlassen und seinen Wohnsitz nach Paris verlegt hat und keine Eingriffe mehr in die Bausubstanz und die Landschaft vorgenommen hat.

## Inhalt
Der Film beginnt mit einer fast zwanzig Minuten dauernden Kamerafahrt, die nur von Musik begleitet wird, und in der kein Wort fällt. Die Kamera bewegt sich durch menschenleere Korridore und Räume der aufgegebenen Fabrik, durch unterirdische Schächte, streift über Betonwände, aufgeschüttetes Glas, über Stapel von alten Bleiplatten und gekräuselten Stahlspänen, über Scherben und Abbruchmaterial und fängt immer wieder das Licht auf, das durch Fensterschlitze oder von oben in die Räume fällt.
Allmählich erschließen sich die Dimensionen des Geländes mit seinen Ruinen, Gräben, labyrinthartigen Gängen, Tunneln und Höhlen, mit seinen Turmaufbauten aus alten Schiffscontainern, Glashäusern und hin und wieder Wasserflächen und lichten Hainen. Gelegentlich verweilt die Kamera auf Kiefers Installationen, wie z. B. den Frauen der Revolution.
Gezeigt werden Mitarbeiter, die Kiefer assistieren und die seinen wortkargen Anordnungen folgen, auch Kiefer selbst, der mit einem Schweißgerät oder anderem Werkzeug an der Arbeit ist. Der Betrachter wird Zeuge der Vollendung eines riesig dimensionierten Gemäldes zum Thema Wald, ein Motiv, das Kiefer in vielen Varianten durchgespielt hat.
Etwa in der Mitte des Films gibt es ein Interview mit Klaus Dermutz. Kiefer und Dermutz sitzen sich in der Bibliothek von La Ribaute gegenüber und unterhalten sich über die unterschiedlichsten Themen, die Dermutz anspricht und von denen Kiefer abschweift.

## Produktion
Remko Schnorr hat nach The Pervert’s Guide to Cinema ein zweites Mal für Sophie Fiennes als Kameramann gearbeitet. Einige Passagen des Films, die die Anlage aus der Vogelperspektive zeigen, wurden mit einer Flying Camera aufgenommen, damit – wie es Sophie Fiennes formuliert – der Eindruck eines „körperlosen Blicks“ (disembodied view) entsteht. Der Film wurde außer mit einer Digitalkamera auch zu einem Teil analog gedreht, da, laut Fiennes, das Filmmaterial „auf Licht ganz anders anspricht“.
Die Musik wurde auf Vorschlag von Kiefer für den Film ausgewählt. Der französische Cellist Siegfried Palm spielt Ausschnitte aus dem ersten Satz des Cellokonzerts von György Ligeti. Dieses Stück wurde bereits von Stanley Kubrick in den Filmen Shining und 2001: Odyssee im Weltraum eingesetzt.
„Freie Stücke für Ensemble: Number X“ von Jörg Widmann wurde von dem Ensemble Modern unter Leitung von Dominique My ausgeführt. Kiefer und Widmann kannten sich bereits von ihrer Zusammenarbeit an der Opéra Bastille.
Der Titel des Films bezieht sich auf Stellen in den Büchern Jesaja und Jeremia des Alten Testaments.

## Veröffentlichung
Der Film hatte seine Premiere am 16. Mai 2010 in Cannes in der Reihe Special Screenings. Er wurde in den USA erstmals auf dem Film Forum 2011 in New York vom 9. bis zum 23. Oktober gezeigt. Kinostart in den USA war der 27. Oktober 2011. Im selben Jahr produzierte mindjazz pictures eine Originalfassung auf DVD mit deutschen Untertiteln und einem Booklet.

## Kritik
„Weniger klassische Dokumentation als behutsame Annäherung an das Werk Anselm Kiefers ist dieser brillante Film von Sophie Fiennes. Kaum Worte werden gebraucht, allein die Bilder sprechen über Werk und Arbeitsmethode Kiefers und ermöglichen dem aufmerksamen Betrachter in ein faszinierendes Oeuvre einzutauchen.“ (Programmkino.de).
Bei Rotten Tomatoes erreichte der Film eine Quote von 77 % bei den Kritikern.